# Michał Rajkowski
Michał Rajkowski (ur. 17 grudnia 1984 w Skwierzynie) – polski żużlowiec.
Brat Przemysława Rajkowskiego i kuzyn Marcina Rajkowskiego.
Wychowanek Stali Gorzów Wielkopolski. Zadebiutował w rozgrywkach ligowych 12 lipca 2002 roku w meczu wyjazdowym przeciwko Apatorowi Toruń. Reprezentował gorzowski klub w sezonach 2001-2008. Ze Stalą zdobył srebrny medal Młodzieżowych Drużynowych Mistrzostw Polski w 2004 roku i brązowy medal wespół z Hlibem i Brzozowskim, w rozgrywanym na gorzowskim torze w sezonie 2005 finale Młodzieżowych Mistrzostw Polski Par Klubowych. W sezonie 2009 jeździł w barwach Polonii Piła.
Finalista Młodzieżowych Indywidualnych Mistrzostw Polski w 2003 (15 m.) i 2004 roku (13 m.), Brązowego Kasku w 2003 roku (3 m.), Srebrnego Kasku w 2004 (14 m.) i 2005 roku (16 m.) oraz Mistrzostw Polski Par Klubowych w 2003 roku (6 m.).